# Parafia św. Anny w Miszewie Murowanym
Parafia pw. Świętej Anny w Miszewie Murowanym – parafia rzymskokatolicka należąca do dekanatu bodzanowskiego, diecezji płockiej, metropolii warszawskiej. Powstała prawdopodobnie pod koniec XIV wieku.

## Miejsca kultu
- Kościół parafialny pw. Wszystkich Świętych w Miszewie Murowanym – wzniesiony w latach 1441–1446 przez ks. Jakuba Jaszczołta herbu Lubicz, prepozyta płockiego, właściciela Miszewa[1]. Konsekrowany w 1448 r. przez ks. bp. Pawła Giżyckiego[1].
- Kaplica filialna w Białobrzegach – zbudowana staraniem parafian i ks. Stanisława Dziekana w latach 2002–2012.